# Batepá
Batepá ist ein Ort im Distrikt Mé-Zóchi auf der Insel São Tomé im Inselstaat São Tomé und Príncipe. 2012 wurden 775 Einwohner gezählt.

## Geographie
Der Ort liegt auf einer Höhe von ca. 420 m auf halber Strecke zwischen Trindade und Monte Cafe.

## Geschichte
Der Ort war  am 3. Februar 1953 der Schauplatz des Batepá-Massakers an hunderten eingeborenen Kreolen. Die so genannten „Forros“ wurden durch Angehörige der Kolonialverwaltung und portugiesische Landbesitzer niedergemetzelt, nachdem sie gegen Arbeitsdienste protestierten. Das Ereignis führte zur Unabhängigkeitsbestrebung der ehemaligen portugiesischen Kolonie und wird jedes Jahr als Dia de Mártires da Liberdade begangen.